# Spumavirus
Los spumavirus son un género de la familia de virus Retroviridae. Los spumavirus son virus exógenos que tienen una morfología específica caracterizada por espinas en la superficie. Sus viriones contienen cantidades significativas de cadenas dobles de ADN. El montaje de sus viriones es inusual: la membrana que los cubre la obtienen usualmente al brotar a través del retículo endoplásmico. El espumavirus equino (EFV) brota de la membrana citoplásmica.
Ejemplos de spumavirus son el spumavirus del chimpancé, el spumavirus simiano y el spumavirus humano.
Mientras los Spumavirus forman características vacuolas grandes en sus células hospedantes, e in vitro, no hay asociación con enfermedades in vivo.